# Torre dei Nolfi
Torre dei Nolfi è una frazione di 162 abitanti del comune di Bugnara in provincia dell'Aquila.

## Geografia fisica
La frazione è situata nella valle Peligna nel territorio comunale di Bugnara.

## Storia
La frazione prende il nome dalla forma di torretta e dalla famiglia nobile dei Nolfi, che avevano una residenza rurale in loco, tra l'altro erano dei feudatari dei di Sangro. Successivamente l'abitato si sviluppò intorno a questa abitazione e man mano ha assunto la conformazione di borgo a cui si sono aggiunte la chiesa di Santa Maria della Pace e la chiesa della Madonna del Buon Consiglio.

## Monumenti e luoghi d'interesse
- Chiesa di Santa Maria della Pace.

Fu chiamata anche chiesa di Santa Maria di Pietraluna. Fu eretta nel 1871 da abitanti locali.
- Chiesa della Madonna del Buon Consiglio.

Sita su di un colle, fu proprietà dei Baroni Alesi.